# جيمس إيميت باريت
جيمس إيميت باريت (بالإنجليزية: James Emmett Barrett)‏ هو قاضي أمريكي، ولد في 8 أبريل 1922 في لاسك في الولايات المتحدة، وتوفي في 7 نوفمبر 2011 في شايان في الولايات المتحدة.

## وصلات خارجية
- جيمس إيميت باريت على موقع إن إن دي بي (الإنجليزية)